# Marcelina Czartoryska

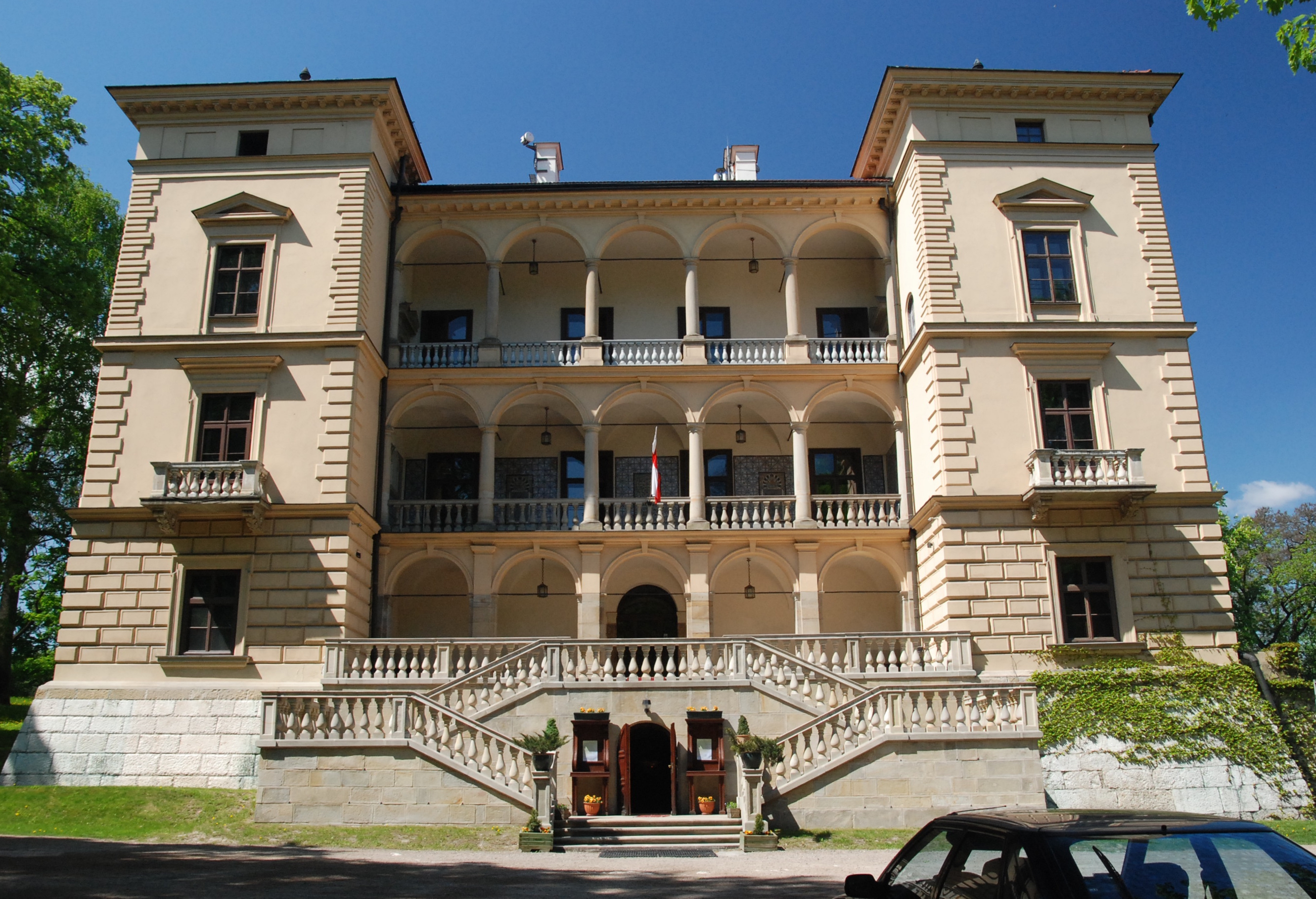
A Willa Decjusza Krakkóban

Marcelina Czartoryska hercegnő (Podłużne, 1817. május 18. – Krakkó, 1894. június 5.) lengyel zongoraművész, közéleti személyiség és zenei mecénás.

## Élete

### Emigráció
Az egyik legnagyobb lengyel mágnás családba, a Radziwiłł családba született. Ötéves korától Bécsben nevelkedett, ahol Beethoven tanítványa, Carl Czerny irányítása alatt zongorázni tanult.
1840-ben feleségül ment Aleksander Romuald Czartoryski herceghez, Adam Jerzy Czartoryski unokaöccséhez, így tagja lett a Czartoryski családnak. Nyolc évvel később az osztrák hatóságok kiutasították Bécsből. Párizsba költözött és zongoraórákat vett Chopintől. Stanisław Tarnowski emlékezése szerint Chopin felismerte rendkívüli tehetségét, és komolyan képezte mind szakmailag, mind beszélgetéseikkel. Ferdynand Hoesick szerint George Sand kivételével senki sem tudott úgy bánni Chopinnel, mint a hercegnő; senki társaságában nem érezte magát olyan nyugodtnak, olyan boldognak. 1849-ben jelen volt Chopin halálakor, a Fryderyk Chopin haldoklása című festményen meg is örökítették. Chopin halála után Liszt Ferenc volt az első, aki az elhunyt zongorista életéről és művészetéről könyvet írt. Ebben Czartoryska hercegnőt is többször említi:

„Chopint leginkább Czartoryska Marcelline hercegnő vonzotta házába: egyik legkedvesebb tanítványa lett, kiváltságos, akire – mint mondogatták - örökül hagyta játékának, bűvös ihlettségének titkát, mint emlékeinek és reményeinek törvényes és értelmes örökösnőjére.”

„A hálószobával szomszédos teremben mindig voltak, akik sorjában átjöttek hozzá, hogy, miután beszélni már alig birt, legalább egy tekintetét és üdvözlő mozdulatát vigyék el emlékül; köztük a legbuzgóbb Czartoryska Marcelline hercegnő, aki egész családja nevében is, de mint a zeneköltő kitüntetett tanítványa is, akire ő művészetének minden titkát bízta, mindennap eljött, hogy néhány órát töltsön a haldokló mellett.”

Czartoryska hercegnő később Európa-szerte sokat utazott és jótékonysági koncerteket adott. Időnként olyan virtuózokkal szerepelt együtt, mint Henri Vieuxtemps, August Franchomme, Paulina Viardot és Liszt Ferenc. Repertoárján Chopin valamennyi zongoraversenye és b-moll szonátája (Op. 35) is szerepelt.

### Lengyelországban
1856 és 1858 között gyakran látogatott Lengyelországba. Koncertezett Lwówban, Poznańban és Krakkóban, többek között Chopin e-moll zongoraversenyét (Op. 11) adta elő Władysław Żeleński kíséretében. 1867-ben visszatért Lengyelországba és végleg letelepedett. Kezdetben Lwówban élt, majd 1870-től Krakkóban a Wola Justowska negyedben álló reneszánsz Willa Decjusza palotában. A háza nyitva állt mások előtt és hamarosan ismert zenei szalonná vált. Egy másik lakóhelye Krakkóban a Sławkowska utca 5. sz. alatti palota volt a krakkói főtértől egy saroknyira. Ezt a palotát 1875-ben Maksymilian Nitsch építész a család igényei szerint átalakította. Az ízléses és elegáns belső terekben Lengyelország és a család emlékei és történelme jelent meg. A palota főterme a márványterem volt, mely koncertezésre épült, és Marcelina hercegnő itt tartotta szerdánként a zongoraversenyeit. A helyiséget családi címeres függöny díszítette, a kandallón Chopin mellszobra állt. A ház dísze volt még néhány portré is: Adam Czartoryskié Delaroche-tól, Aleksander Czartoryskié Henryk Rakowskitól és Marcelina hercegnőé Jan Matejkótól. A palota 10 éven át volt a tulajdonukban, majd a „Grand Hotel” tulajdonosáé lett 1886-ban, az épületet napjainkban így is nevezik.

## Pedagógiai munkája
Czartoryska hercegnő nyilvános zenei rendezvényeket is szervezett a szalon vezetésén felül. Védnöke volt a Krakkói Zenei Társaságnak (Towarzystwo Muzyczne w Krakowie) és a bécsi hatóságoknál eljárva engedélyt szerzett a Zenei Konzervatórium (Konserwatorium Towarzystwa Muzycznego) megnyitásához 1888-ban. Napjainkban ez az intézmény a Krakkói Zeneakadémia (Akademia Muzyczna w Krakowie). A hercegnő Chopin művészetét olyan lengyel zongoristáknak tudta itt közvetíteni, mint Natalia Janotha, Cecylia Działyńska és Aleksander Michałowski.

## Társadalmi tevékenységek
Férje halála után megszüntette nyilvános előadásait. Figyelmét jótékonykodásra fordította, az ő kezdeményezésére épült meg a Szent Lajos Gyermekkórház (Szpital Dziecięcy św. Ludwika).
A Rakowicki temetőben helyezték örök nyugalomra a világi karmeliták öltözetében.